# Laetesia amoena
Laetesia amoena là một loài nhện trong họ Linyphiidae.
Loài này thuộc chi Laetesia. Laetesia amoena được Alfred Frank Millidge miêu tả năm 1988.